# Bleichen

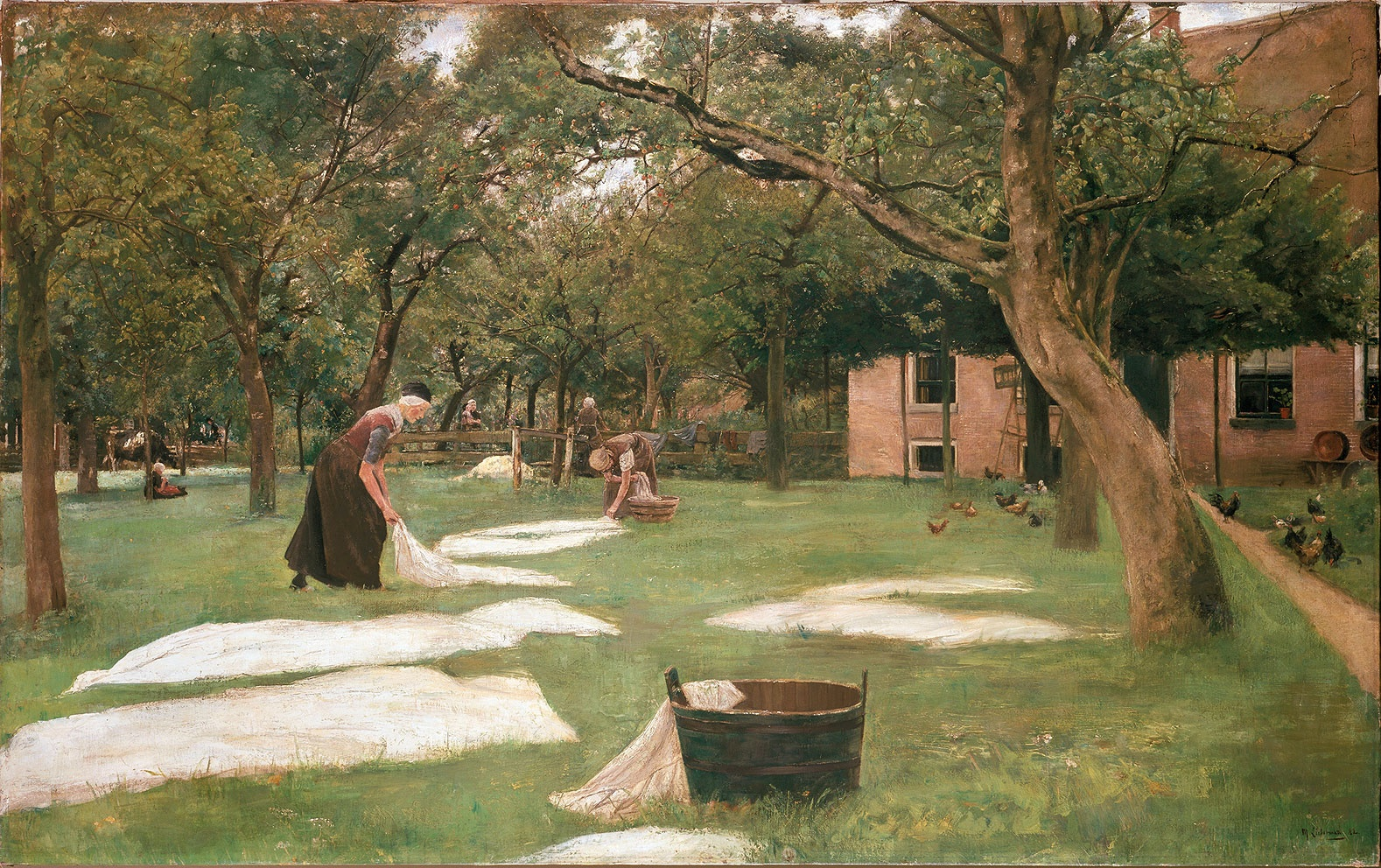
Die Rasenbleiche von Max Liebermann

Bleichen ist der Vorgang, unerwünschte Färbungen zu entfernen oder zu schwächen, insbesondere Vergilbungen zu beseitigen. Als Bleichmittel bezeichnet man entsprechend Substanzen, die unerwünschte Farbe aus Rohstoffen der Papier- und Textilindustrie oder Verfärbungen durch Alterung oder Lichtvergilbung entfernen. Außer dem Vorgang der Bleiche wird mitunter auch das Bleichmittel als „Bleiche“ bezeichnet. Industrielle Bedeutung hat vor allem das Bleichen von Zellstoff und Papier sowie von Textilien.

## Etymologie
Das Wort „bleichen“ ist verwandt mit „blanc“, das in romanischen Sprachen weiß oder farblos bezeichnet. Im Deutschen ist es zu „blank“ in der Bedeutung von „klar“, „rein“ gewandelt. Das Wort „bleich“ beschreibt auch eine schwache Färbung: der bleiche Mond, vor Schreck erbleichen.

## Geschichte

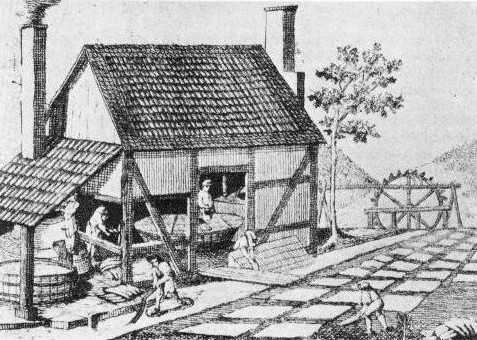
Historische Bleicherei in Schwelm

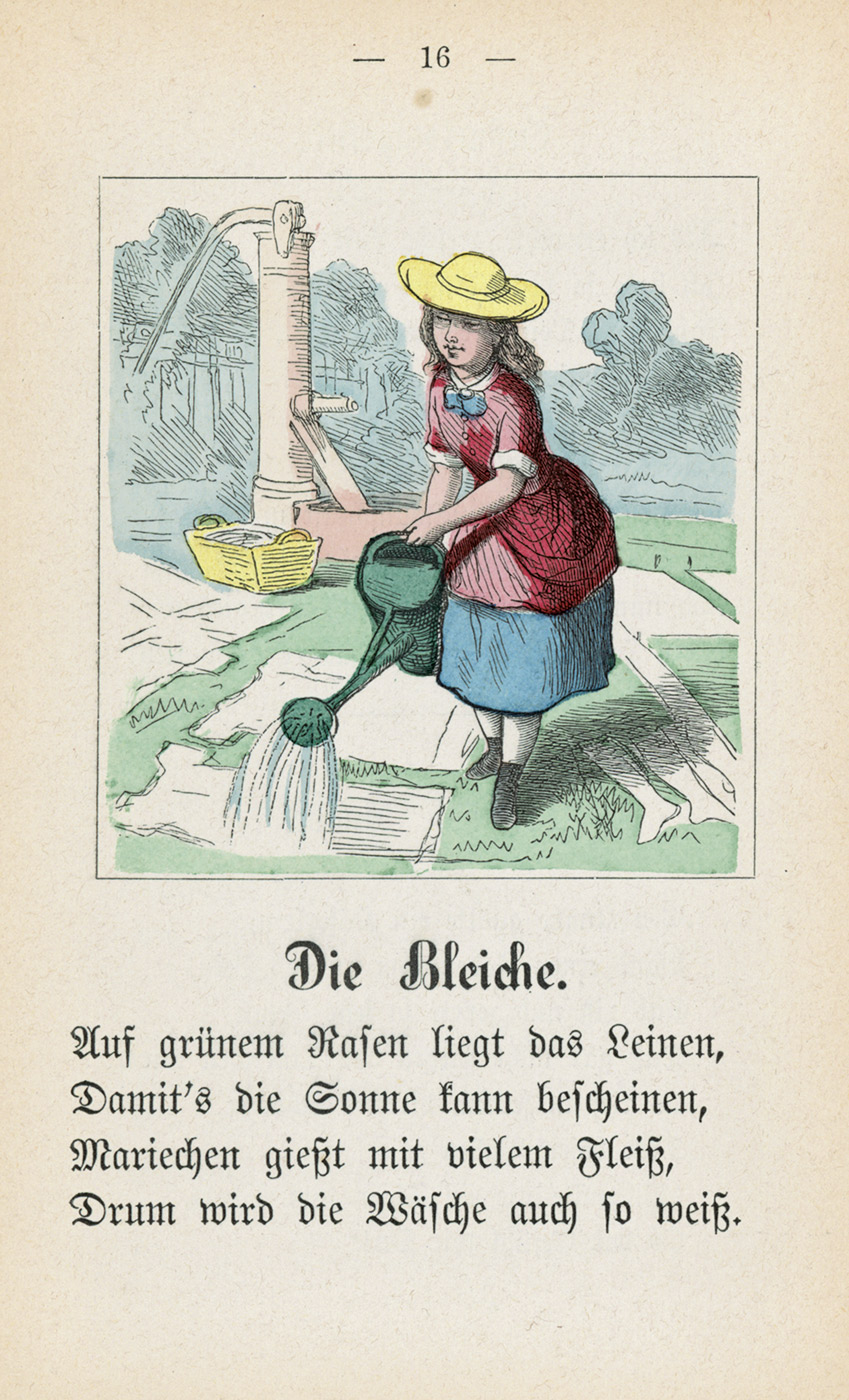
Die Bleiche, kolorierter Holzstich von Theodor Hosemann, 19. Jahrhundert

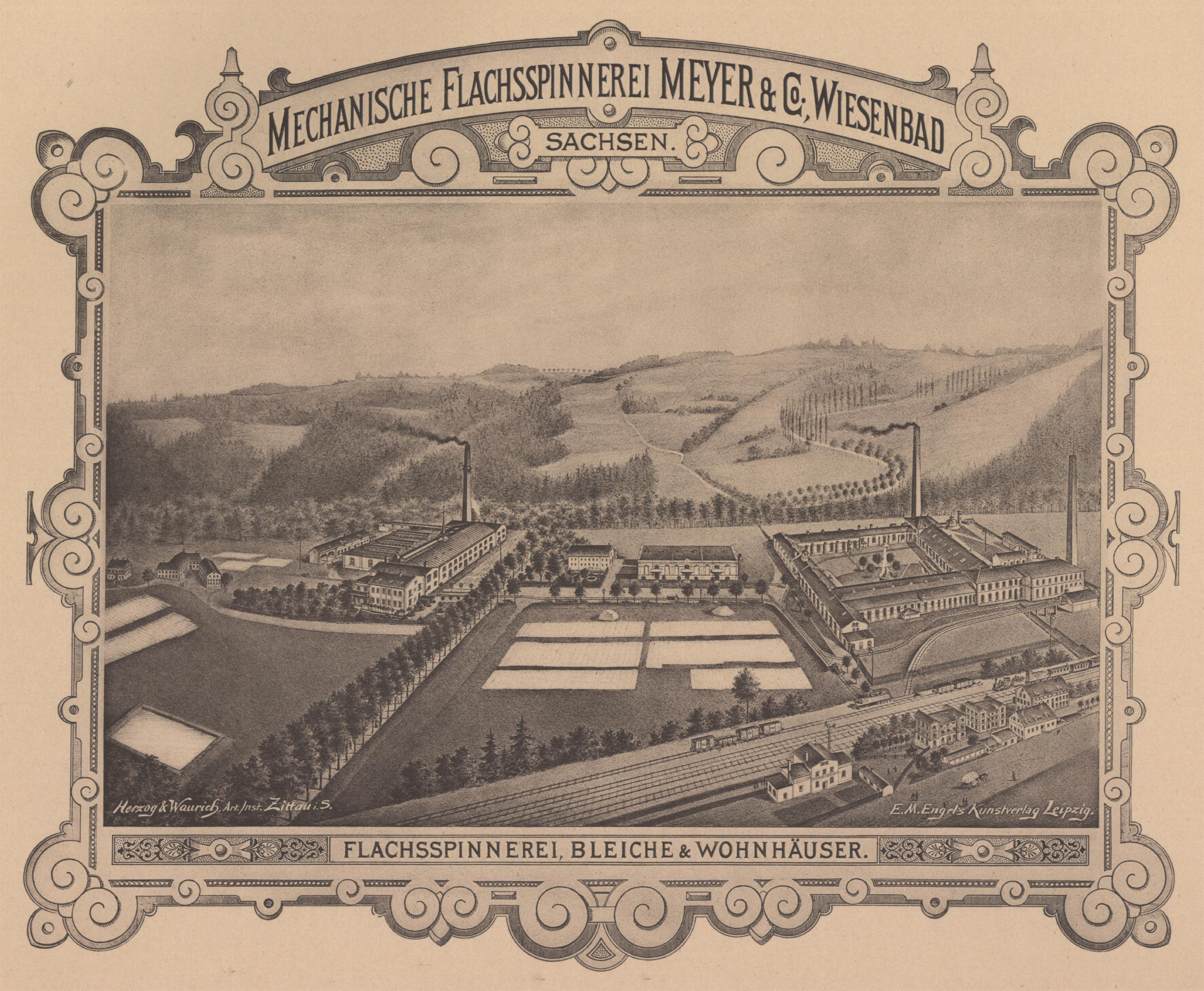
Industrielle Flachsbleiche in Sachsen, ca. 1892

Verschiedene Methoden zum Bleichen von Textilien existierten bereits in der frühen Antike. Frühe Bleichmittel waren alkalische Substanzen, wie Kalisalz, Salpeter, Pflanzenaschen, oder gebrannter Kalk. Eine weitere Methode war das Bleichen der Textilien mithilfe des UV-Anteils im Sonnenlicht.
Eau de Javel, eingedeutscht Javelwasser, gilt als das erste kommerzielle chemische Bleichmittel. Seine Wirksamkeit wurde 1785 von Claude-Louis Berthollet demonstriert.
Leinen-, Hanf- und Baumwollfasern wurden im naturfarbigen Zustand versponnen und verwebt, so dass die fertigen Gewebe gelblich bis graubraun waren und vor dem Färben oder dem Verkauf gebleicht werden mussten. Frisch gewebte ebenso wie durch Gebrauch verschmutzte Textilien wurden der sogenannten Rasenbleiche unterzogen: Auf einer Wiese in der Nähe eines Flusses, dem Bleichplatz oder auch der Tuchbleiche, wurden die von der Wäsche noch nassen Gewebe, aber auch Garne, flach ausgelegt oder aufgespannt und kontinuierlich feucht gehalten (daher die Nähe zum Fluss). Durch Besprengen der Textilien mit Pottaschelaugen wurden fettige Bestandteile entfernt. Die Bleichwirkung konnte durch Behandlung mit saurer Milch, dem sogenannten „Ansäuern“, verstärkt werden. Die Rasenbleiche war ein sehr zeitaufwendiger Prozess. So dauerte die Rasenbleiche von Baumwolle bis zu drei Monate und bei Leinen bis zu sechs Monate.
Die intermediär unter dem Einfluss von Licht und Luftsauerstoff gebildeten Peroxide sowie die bei der Photosynthese des Rasens entstehenden reaktiven Sauerstoffspezies verursachten den Bleicheffekt. Die Behandlung bis zum gewünschten Weißgrad konnte Wochen, ja sogar einen ganzen Sommer dauern.
Die Haushaltswäsche wurde in Deutschland bis in die 1970er Jahre auf dem „Rasenplatz“ oder „Bleichanger“ unter den Wäschepfählen getrocknet und gebleicht. Diese Methode wird in anderen Ländern heute noch angewendet. Bei der Rasenbleiche ablaufende chemische Prozesse sind die Grundlage moderner, sauerstoffbasierter Wasch- und Bleichmittel.
Für die steigende Baumwollproduktion waren aber nicht ausreichend geeignete Rasenflächen vorhanden. John Roebuck entdeckte 1741, dass die Rasenbleiche durch Behandlung der Textilien mit Schwefelsäure verkürzt werden konnte. 1785 entdeckte wiederum Claude-Louis Berthollet, dass Chlor eine stark entfärbende Wirkung auf Textilien hat. Durch Einleiten von Chlor in Kalkmilch entstanden weniger problematische Hypochlorite, als erste Bleichmittel.
Durch den vermehrten Einsatz von Bleichmittel wurde die Rasenbleiche verdrängt. Anfang des 19. Jahrhunderts wurden zum Bleichen einer Tonne Baumwolle 91 kg Schwefelsäure, 47 kg calcinierte Soda und 4,7 kg Chlorkalk benötigt.
Neben den Färbern und Wäschern gab es den eigenen Berufsstand der Bleicher. Diese hatten in vielen Städten eine eigene Zunft. Im Tal der Wupper bestand die Garnnahrung, durch ein obrigkeitliches Privileg entstand ein regionales Monopol für das Bleichen. Der Bleichplatz wurde auch kurz Bleiche genannt. In vielen Städten befinden sich Straßen, deren Name auf vormalige Bleichplätze hindeutet, z. B. Bleiche, Tuchbleiche, Bleichstraße, Bleichwiese, Bleichwiesenstraße, Bleichplatz, Auf der Bleiche, An der Bleiche.

## Bleichmittel

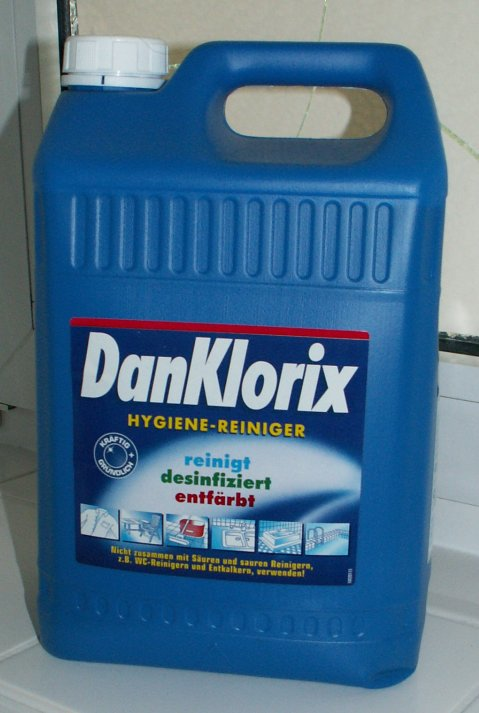
Das in Deutschland verbreitete Bleichmittel DanKlorix enthält 2,8 Gewichts-% Natriumhypochlorit

Eau de Javel mit 2,6 Gewichts-% Natriumhypochlorit

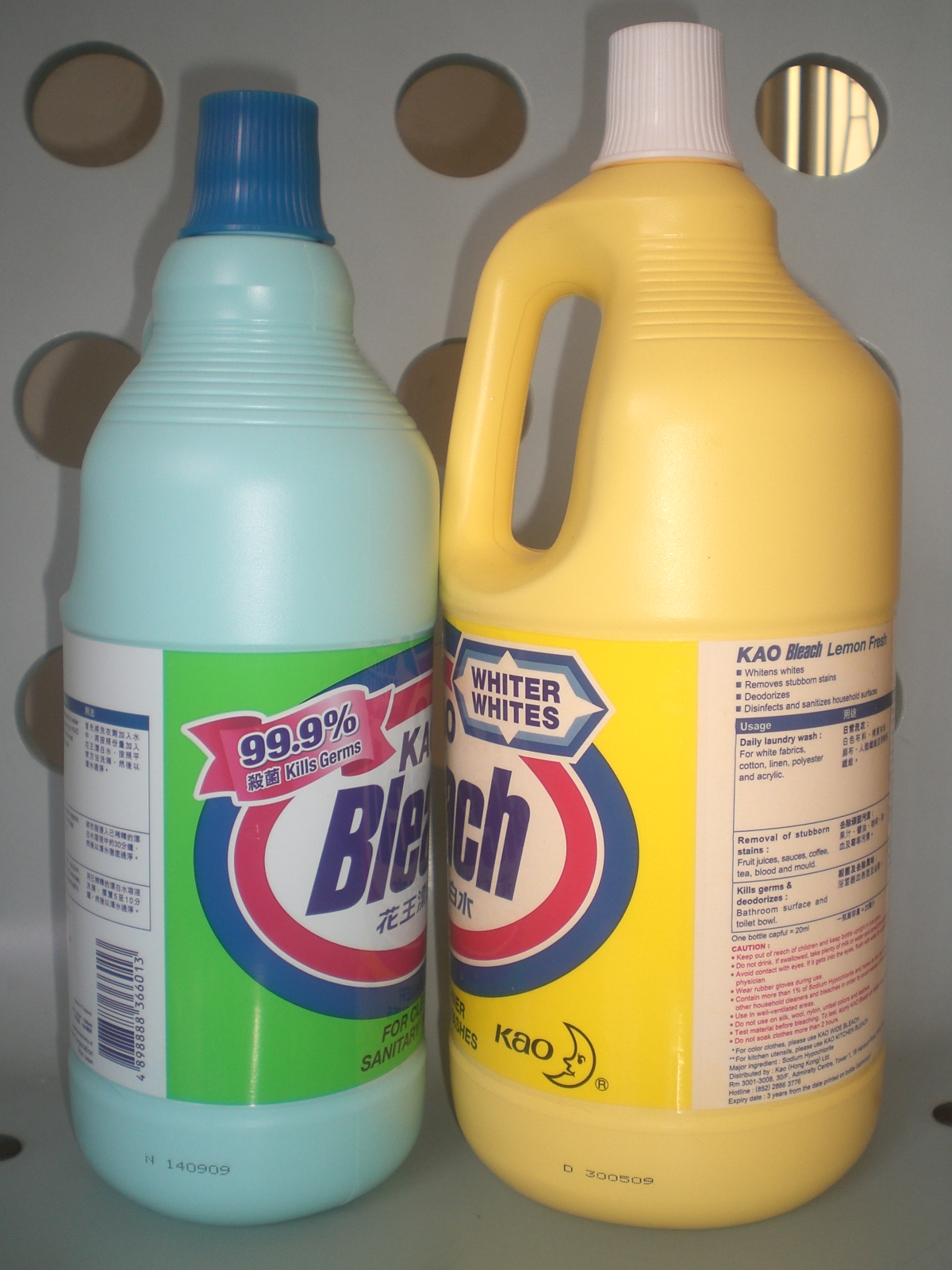
Bleichmittel in Hongkong

Bleichmittel sind alle Oxidations- und Reduktionsmittel oder adsorptiv wirkende Substanzen, praktisch bedeutsam sind nur selektiv wirkende Verbindungen. So wie unerwünschte Begleitstoffe von Naturfasern bei der Bleiche mit Bleichmitteln zerstört werden, besteht die Möglichkeit, dass alle organischen Moleküle zerstört und dabei entfärbt werden. Angriffspunkt für die Bleichmittel sollen dabei bevorzugt die Farbstoffe sein, beziehungsweise bei Polymeren ihre chromophoren Gruppen.
Allen Bleichmitteln gemein ist der Angriff auf farbige konjugierte π-Elektronensysteme. Beim Bleichen der meisten Naturfasern wird auch die Faser geschädigt, der Polymerisationsgrad nimmt ab. Das Bleichmittel ist nicht in der Lage, zwischen den unerwünschten braunen Alterungsprodukten und den erwünschten Fasermolekülen zu unterscheiden. Bleichmittel greifen die farbgebenden Substanzen an, indem sie die Chromophore zerstören. Verschiedene farbige Verbindungen können dabei entweder leichter durch Oxidation oder durch Reduktion angreifbar sein, so dass oxidative oder reduktive Bleichmethoden je nach zu entfärbendem Farbstoff sehr unterschiedlich wirksam sind.

### Oxidative Bleiche

#### Sauerstoff und Peroxide
Peroxide sind Verbindungen die eine -O–O-Gruppe enthalten, es sind zwei Sauerstoffatome, die direkt miteinander verbunden sind. Die Sauerstoff-Sauerstoff-Bindung von Peroxiden ist nicht stabil und zerfällt unter Bildung reaktiver Radikale. Sauerstoff ist aufgrund der O=O-Doppelbindung selbst kein Peroxid und weniger reaktiv als diese.
Gasförmiger Sauerstoffwird bei der Zellstoffbleiche zur Vervollständigung der Delignifizierung bei Sulfat- und Sulfitzellstoff in großem Umfang eingesetzt. Die Reaktion erfolgt unter Druck, bei bis zu 8 MPa in kontinuierlichen Reaktoren bei Temperaturen bis über 90 °C. Bei der Vergilbung holzhaltiger Papiere spielt Luftsauerstoff zusammen mit Metallspuren wie Eisen eine wichtige Rolle.
Wasserstoffperoxidmit der Formel H2O2 wird zur Bleiche von Textilfasern, wie Baumwollstoffe und Flachsfaser (Leinen) verwendet, die heute überwiegend damit gebleicht werden. Es kann ebenfalls zum Bleichen von Holzstoff und Zellstoff verwendet werden, ist aber im Vergleich zu wirtschaftlicheren Bleichmitteln zu teuer.
Die Bleichreaktion erfolgt unter alkalischen Bedingungen, dabei greift das Perhydroxylanion (HOO−) die Farbstoffe nukleophil an. Es wirkt gegen Chinone und konjugierte  Aldehyde. Die Oxidationsprodukte sind unter den Bleichbedingungen wasserlöslich und werden durch das Auswaschen entfernt. Die polymere Struktur der Zellulosefasern wird unter den alkalischen Bedingungen nicht angegriffen, wenn Schwermetalle wie Eisen zuvor durch saure Wäsche oder den Einsatz von Komplexbildnern wie Diethylentriaminpentaessigsäure (DTPA) entfernt wurden.
Perboratewaren für Persil namensgebend. In jüngerer Zeit wurden zudem Percarbonate verwendet. Sie haben in wässriger Lösung die gleiche Wirkung wie Wasserstoffperoxid, sind aber als Feststoff besser zu lagern. Für den Zusatz in Waschmitteln ist dies vorteilhafter.
Peroxyessigsäuremit dem Reaktiv CH3CO3H wird in Wäschereien überwiegend zur Desinfektion verwendet. Das Endprodukt Essigsäure ist gut biologisch abbaubar und damit umweltverträglich. Bei der Bleiche von Zellstoff wird Peroxyessigsäure zur Aktivierung der alkalischen Peroxidbleiche unter TCF-(Total-Chlor-Freie-Bleiche)-Bedingungen verwendet.

#### Chlorverbindungen
Chlorselbst wird industriell kaum mehr zum Bleichen eingesetzt, da neben der Oxidation auch eine Halogenierung stattfindet. Beim Bleichen mit Chlor entstehen so chlorierte Kohlenwasserstoffe, dabei besonders problematisch sind die toxischen Dioxine.
Hypochloriteim Handel als Bleichlauge oder „Eau de Javel“ sind wässrige Lösungen, die als Haushaltsbleichmittel und als Fleckmittel verwendet werden. Die Wirksubstanz ist meist Natriumhypochlorit (NaClO), seltener Kaliumhypochlorit (KClO). Die basischen Hypochloritlösungen werden im englischen auch manchmal als „flüssiges Chlor“ (liquid chlorine) bezeichnet. Im wässrigen Zustand stellt sich folgendes Gleichgewicht ein:
{\displaystyle \mathrm {ClO^{-}\ +\ H_{2}O\ \rightleftharpoons \ HClO\ +\ OH^{-}} }
Unter alkalischen Bedingungen reagiert das Hypochloritanion nukleophil und entfärbt Verunreinigungen oder die Bleichwirkung beruht auf dem Entstehen von reaktivem Singulett-Sauerstoff.
{\displaystyle \mathrm {2\ HClO\ \longrightarrow \ 2\ HCl\ +\ ^{1}O_{2}} }
Verdünnte Lösungen enthalten Hypochlorige Säure, HClO, die sehr viel reaktiver ist, aber auch durch nicht-selektive Oxidation das Bleichgut schädigen kann.
{\displaystyle \mathrm {HClO\ +\ H^{+}\ +\ 2\ e^{-}\longrightarrow \ Cl^{-}\ +\ H_{2}O} }
Hypochlorige Säure als Oxidationsmittel.
Beim Ansäuern besteht die Gefahr, dass giftiges Chlorgas entsteht, denn die Löslichkeit von Chlor in Wasser ist gering. Um diese Gefahr zu reduzieren, enthalten die handelsüblichen Lösungen meist noch einen alkalischen Puffer.
Chlordioxid (ClO2)ist das weltweit vorherrschende Bleichmittel für Zellstoff. Unter sauren Bedingungen reagiert Chlordioxid selektiv mit den phenolischen Strukturen des Restlignins, die polymere Zellulose wird nicht angegriffen. Bei der Bleiche von Leinen kommt Chlordioxid im Wechsel mit Wasserstoffperoxid zum Einsatz. Das Oxidationspotential von Chlordioxid ist mit +0,93 V (bei pH = 0) relativ gering, die Reaktivität ist auf die Elektronenlücke des Chlordioxidradikals zurückzuführen.

### Reduktive Bleiche
Durch Reduktion lassen sich (gelb bis rot gefärbte) Chinone in farblose Phenolderivate überführen. Die wichtigste Reaktion bei der reduzierenden Bleiche ist die Zerstörung farbiger Metallkomplexe oder der Abbau von Farbstoffen. Natürliche Phenolderivate bilden intensiv gefärbte Tinten mit Eisen- oder Kupfersalzen. Werden die Reaktionsprodukte nicht ausgewaschen, ist eine Rückbildung der Chromophore durch Oxidation mit Luftsauerstoff leicht möglich.
DithioniteDas Natriumsalz der dithionigen Säure (Na2S2O4) ist das wichtigste reduzierende Bleichmittel. Es wird zur Holzstoffbleiche, zur Wollbleiche und bei der Küpenfärberei eingesetzt.
Schwefeldioxidwird als Bisulfit (NaHSO3) oder auch gasförmig eingesetzt und kann unerwünschte Verfärbungen, insbesondere bei Färbungen mit synthetischen Textilfarben, bleichen. In besonderen Fällen ist das Bleichen mit gasförmigem SO2 geeigneter, weil dieses leicht entweicht.

### Entfernen des Farbstoffs
Starke Komplexbildner wie DTPA und EDTA oder schwache Komplexbildner wie Citronensäure und Oxalsäure wirken besonders bei Verfärbungen, deren Ursache metallorganische Komplexe sind. Die entstehenden neuen Komplexe sind farblos und wasserlöslich und können durch Wäsche entfernt werden.
Bindende Substanzen wie Aktivkohle oder Bleicherde (meist Kaolin) werden zum Bleichen durch Adsorption genutzt. Natürliche Öle, zum Beispiel Palmöl, enthalten große Mengen an dunklen Verunreinigungen, unter anderem Karotine. Diese können durch Adsorption entfernt werden. Eine oxidierende Bleiche solcher Öle ist technisch ebenfalls möglich, wegen der unerwünschten Nebenreaktionen mit den Doppelbindungen der Fettsäureketten jedoch nicht üblich.

#### Enzyme
In Waschmitteln werden als Zusatz aufbereitete Enzyme eingesetzt. Diese Stoffe sind überwiegend Proteasen, die Eiweiße biologisch spalten, welche in Folge ausgewaschen werden können.

## Anwendungen der Bleiche

### Textilien
Bleiche ist vorrangig das textilchemische Verfahren, um mit Hilfe eines oxidativ, aber auch reduktiv wirkenden Bleichmittels die unerwünschten Färbungen von Naturfasern zu beseitigen. Bei Baumwolle und Zellwolle ist das Bleichen als Vorbehandlung beim Färben allgemein üblich, um die Faserstruktur vorzubereiten. Für moderne Synthesefasern ist ein Bleichen der Rohware wegen deren Herstellungsbedingungen nicht nötig. Allerdings können aus Hilfsstoffen beim Herstellungsprozess gefärbte Nebenprodukte entstehen.
Zusätze von Bleichmitteln in Waschmitteln dienen der Beseitigung von unerwünschten Alterungsprodukten und der Zerstörung von färbenden Verschmutzungen, diese wirken dann chemisch, ergänzend zu Netzmitteln und zur mechanischen Waschbewegung.
Der Gehalt von Bleichmitteln in modernen Waschmitteln ist eine komplexe Mischung, die bei höheren Waschtemperaturen wirksam werden soll, aber nicht die Farben der Gewebe angreifen darf.
Der Bleichprozess wird meistens mit Wasserstoffperoxid, Natronlauge und Tensiden (und anderen Hilfschemikalien: Bleichstabilisatoren) durchgeführt. Je nachdem, ob pflanzliche (Zellulose wie Baumwolle) oder tierische Fasern (Proteine wie Schafwolle) gebleicht werden sollen, ist der pH-Wert unterschiedlich. Baumwolle wird alkalisch und Wolle dagegen im Sauren gebleicht.
Die chemischen Komponenten reagieren miteinander und durch den Einfluss der Bleichstabilisatoren wird der Sauerstoff aus dem Wasserstoffperoxid kontrolliert und langsam abgespalten. Bei einer spontanen, unkontrollierten Zersetzung würde die Molekülkettenlänge der Cellulose verringert, was sich durch verminderte Reißfestigkeiten bemerkbar macht.
Mit der Bleiche werden mehrere Ziele verfolgt:
1. Entfärben durch die Oxidation des Grundfarbstoffs
2. Entfernen von pflanzlichen Verunreinigungen wie Blattresten, Faserbegleitstoffen.
3. Entfernen von färbenden Fettverunreinigungen
4. Zusätzlich wird die Saugfähigkeit für nachfolgende Prozesse erhöht und gleichmäßiger.

Man unterscheidet zwischen kontinuierlichen und diskontinuierlichen Bleichverfahren. Bei den kontinuierlichen Verfahren wird die Bleichflotte (Mischung aus Wasserstoffperoxid, Natronlauge, Stabilisator und Wasser) aufgetragen und in einem Durchlaufdämpfer nahe der 100-°C-Marke der Zerfall des Wasserstoffperoxids aktiviert. Vorteil ist ein schnelles Verfahren bei allerdings hohen Energiekosten.
Im diskontinuierlichen Verfahren wird die Bleichflotte auf das Gewebe aufgetragen und meistens auf großen Rollen (Kaulen oder Docken) für bis zu 24 h drehend gelagert. Vorteil ist hier die hohe Energieeinsparung, da keine zusätzliche Prozesswärme benötigt wird.
Zu den diskontinuierlichen Verfahren zählt auch das Bleichen von Garnen auf Spulen oder Kettbäumen. Hier wird der Bleichprozess in großen Kesseln unter Druck und hohen Temperaturen in der Bleichflotte durchgeführt.
Je nach Art des Verfahrens werden die einzelnen Bestandteile der Flotte in unterschiedlichen Mischungsverhältnissen der Bleichflotte zugesetzt.
Nach jedem Bleichprozess müssen die auf dem Gewebe verbliebenen Bleichchemikalien durch eine Wäsche wieder entfernt werden, damit nachfolgende Prozesse in der Druckerei oder Färberei nicht gestört werden, da evtl. übrig gebliebenes Wasserstoffperoxid die Farbstoffe zerstört.
Durch Neuentwicklungen auf diesem Sektor kann die Gefahr der Überbleiche stark verringert werden.

#### Jeansstoffe
Eine reduzierende Bleiche ist für die mit Indigo gefärbten Kleidungsstücke wie Blue Jeans anzuwenden. So gefärbte Stoffe lassen sich mit Dithionit effizient entfärben.
Die Jeansfarbstoffe werden als Küpe aufgebracht. Küpe ist eine wasserlösliche Form solcher Farbstoffe, die hervorragend auf Baumwolle aufzieht. Bei anschließendem Luftzutritt zerfällt die Küpenform oxidativ und es bleibt das unlösliche Pigment im Molekülknäuel der Fasern gefangen. Ein Zeichen dieser Art der Faserbindung ist die schlechte Reibechtheit „echter“ Jeansstoffe. Beim Bleichen mit reduzierenden Substanzen wird dieser Vorgang umgekehrt. Das Pigment wird wasserlöslich und lässt sich ausspülen, der Stoff ist gebleicht.

#### Waschmittel
Bleichmittel auf Sauerstoffbasis findet man in modernen Waschmitteln und in Fleckensalz. Bleichmittel auf Sauerstoffbasis bedeutet, dass dieses Bleichmittel Sauerstoff aus Wasserstoffperoxid (oder Ozon) freisetzt. Solche Bleichmittel werden durch diverse magnesiumhaltige Stabilisatoren für Handelsprodukte auf die speziellen Bleichbedingungen eingestellt.
Ein weit verbreitetes Bleichmittel in Vollwaschmitteln war Perborat. Es wurde durch andere Mittel zurückgedrängt, denn seine Bor-Verbindungen lassen sich schwer abbauen und wirken in hoher Konzentration im Wasser pflanzenschädigend. In Fleckentabs, Fleckensalzen und Baukastenwaschmitteln wird Percarbonat eingesetzt. Es kann durch deren komplizierte Zusammensetzung nur schwer in Vollwaschmittel integriert werden. Da Perborat und Percarbonat erst ab einer Temperatur von 60 Grad aktiv werden, setzt man sogenannte Bleichaktivatoren als Zusatzstoffe ein.
Mit Hilfe von Bleichmitteln können unerwünschte Farbflecke und Vergilbungen aus der Wäsche entfernt werden. Dabei wirken Bleichmittel auch auf Pilze und Bakterien desinfizierend, können aber die Wäsche angreifen. In Vollwaschmitteln werden Bleichmittel erst bei höheren Temperaturen wirksam. In Fein- und Buntwaschmitteln dagegen sind keine Bleichmittel enthalten. Für Textilreinigung im Haushalt wird heute fast immer sauerstoffbasierte Bleiche eingesetzt, besonders Wasserstoffperoxid in flüssigen und Natriumperborat in pulverförmigen Bleichen. In der industriellen Textilreinigung und der Textilverarbeitung wird immer noch chlorbasierte Bleiche eingesetzt.

### Zellstoff
In der Papierindustrie wird Zellstoff mit Chlordioxid oder Hypochlorit gebleicht. Die ökologisch bedenkliche Bleiche mit elementarem Chlor ist im Verschwinden begriffen. Umweltfreundliche, komplett chlorfreie Verfahren mit Wasserstoffperoxid oder Ozon sind kostenintensiver und werden vor allem in den skandinavischen Ländern angewandt. Mit Chlordioxid gebleichter Zellstoff wird auch als ECF (elementary chlorine free)-Zellstoff bezeichnet; mit Wasserstoffperoxid oder Ozon gebleichter als TCF (totally chlorine free)-Zellstoff.

### Kosmetik
Durch Bleichen oder Blondieren der Haare werden die natürlich eingelagerten Pigmente zerstört. Wenn bei der Haarfärbung hellere Töne als das Naturhaar erreicht werden sollen, ist dieser Vorgang vorher nötig. Störende Körperbehaarung wird durch Bleichen aufgehellt, statt die Haare zu entfernen.
In der Zahnheilkunde wird in Übersetzung von englisch : bleaching die Zahnaufhellung als „bleichen“ benannt. Verwendet wird z. B. Carbamid-Peroxid.
Teilweise werden unerwünschte Pigmentflecke auf der menschlichen Haut, wie Sommersprossen (Zonen mit erhöhter Melanin-Dichte) mit speziellen Bleichcremes behandelt. Als Oxidationsmittel kommen dabei Wasserstoffperoxid und Peroxoverbindungen, wie Natriumperborat, Magnesiumperborat oder Harnstoffperoxid zum Einsatz. Zur Hautaufhellung werden auch Substanzen wie Quecksilber und Hydrochinon verwendet.

### Oberflächenreinigung
Bleichen von Oberflächen (antikes Holz, Zahn oder Knochen, in neuerer Zeit auch Menschenhaut) wird häufig angewandt, um dem modischen Weiß gerecht zu werden. Auch das Vorbereiten von weiteren Sanierungsschritten oder die Entfärbung für helle Farben können hier die Ursache sein. Verbreitet ist hierfür eine verdünnte oder sehr verdünnte Lösung von Wasserstoffperoxid in Anwendung. Weitere Mittel sind Zitronen- und Oxalsäure, für die Hautaufhellung auch Fruchtsäuren, für die Zahnaufhellung auch Carbamid. Häufig sind eisenorganische Verbindungen gelblich, oder es handelt sich einfach um gelbes Eisenoxihydroxid (bis hin zu Rosten), die durch Überführen in Eisenoxalo- oder Zitronat-Komplexe ihre Farbe verlieren.
In der Präparationstechnik werden Knochen gebleicht, um für Sammlungen und Ausstellungen geeignete gereinigte Stücke zu erhalten. Jäger bleichen ihre Jagdtrophäen, um präsentative Erinnerungen zu besitzen.

## Optische Aufheller
Obwohl sie auch als „optische Bleichmittel“ bezeichnet werden, lösen optische Aufheller, Wäscheblau oder auch ein Rosskastanienauszug einen anderen Vorgang aus. Die Zugabe von wenig blauer Farbe kompensiert den Gelbstich, sie führt zwar zu einer Abdunkelung, verschiebt den optischen Eindruck allerdings hin zu unbunt. Dies ist eine rein optische Wirkung ohne chemische Reaktion. Optische Aufheller absorbieren UV-Licht und wandeln es in sichtbares Licht um, deshalb ist ihre Wirkung bei gelblichem Kunstlicht sehr begrenzt.
Das Auge stellt „weiß“ als Eindruck fest, wenn der Farbreiz (das Licht in spektraler Zusammensetzung) alle drei Sensoren für Farbempfindung gleichmäßig erregt. Organische Substanzen absorbieren aufgrund der Molekülschwingungen in jenem Spektralbereich des Ultravioletten, das sich ans kurzwellige Ende des sichtbaren Lichts anschließt. Die Absorption kann dabei durchaus bis in die blauen und grünen Bereiche, selten bis ins Rot hineinreichen. Die Absorption von „blauen Photonen“ führt zur Rückstrahlung von Wellenlängen, die dann einen gelben, orangefarbenen oder braunen Ton auf weißen Flächen geben. Der braungelbe Gilb, also die Vergilbung oder allgemeiner die unerwünschte Verfärbung, kann durch Aufbringen der Komplementärfarbe Blau optisch neutralisiert werden. Im Fall des Wäscheblau eigentlich mit einem gewissen Verlust an „Weiße“ verbunden, erscheint dieses helle Neutralgrau dennoch akzeptabler als der gelbe Farbstich. Eine bessere Wirkung verursachen optische Aufheller, die mit zusätzlichem Blau den Gelbton ausgleichen. Durch Fluoreszenzwirkung absorbieren diese Stoffe im nicht sichtbaren UV Photonenenergie und strahlen Licht im blauen Spektralbereich ab, mithin wird die gesamte abgestrahlte Menge an sichtbarem Licht erhöht. Optisch aufgehellte Textilien schimmern bei intensivem Sonnenlicht oder etwa bei Schwarzlicht in der Diskothek dann typisch bläulich.